# فريدريك إيفز لورد
فريدريك إيفز لورد (بالإنجليزية: Frederic Ives Lord)‏ هو طيار أمريكي، ولد في 18 أبريل 1897 في كولومبوس في الولايات المتحدة، وتوفي في 21 يوليو 1967 في أببل فالي في الولايات المتحدة.